# Серебрянка (Нижегородская область)
Серебря́нка — деревня в городском округе город Кулебаки Нижегородской области России.

## География
Деревня находится в юго-западной части Нижегородской области, в пределах западной части Приволжской возвышенности, в зоне хвойно-широколиственных лесов, на правом берегу реки Шилокша, при автодороге 22Н-2708, на расстоянии приблизительно 21 км (по прямой) к юго-востоку от города Кулебаки, административного центра района. Абсолютная высота — 157 м над уровнем моря.
Климат
Климат характеризуется как умеренно континентальный, с умеренно холодной снежной зимой и тёплым летом. Среднегодовая температура — 3,6 °C. Средняя температура воздуха самого тёплого месяца (июля) — 20 — 22 °C; самого холодного (января) — −11,5 °C. В течение 4 — 4,5 месяцев длится период с отрицательными значениями температуры воздуха. Среднегодовое количество атмосферных осадков составляет около 450—500 мм.
Часовой пояс
Деревня Серебрянка, как и вся Нижегородская область, находится в часовой зоне МСК (московское время). Смещение применяемого времени относительно UTC составляет +3:00.

## Население
| 2002 | 2010 |
| ---- | ---- |
| 358  | ↘285 |

Национальный состав
Согласно результатам переписи 2002 года, в национальной структуре населения русские составляли 99 % из 358 чел..